# Municipio de Sigel (Illinois)
El municipio de Sigel (en inglés: Sigel Township) es un municipio ubicado en el condado de Shelby en el estado estadounidense de Illinois. En el año 2010 tenía una población de 826 habitantes y una densidad poblacional de 13,38 personas por km².

## Geografía
El municipio de Sigel se encuentra ubicado en las coordenadas 39°15′3″N 88°31′28″O / 39.25083, -88.52444. Según la Oficina del Censo de los Estados Unidos, el municipio tiene una superficie total de 61.72 km², de la cual 61,7 km² corresponden a tierra firme y (0,03 %) 0,02 km² es agua.

## Demografía
Según el censo de 2010, había 826 personas residiendo en el municipio de Sigel. La densidad de población era de 13,38 hab./km². De los 826 habitantes, el municipio de Sigel estaba compuesto por el 98,91 % blancos, el 0,61 % eran afroamericanos, el 0,24 % eran amerindios, el 0,12 % eran asiáticos y el 0,12 % eran de una mezcla de razas. Del total de la población el 0,36 % eran hispanos o latinos de cualquier raza.